# 西早稻田
西早稻田（日语：／ Nishi-waseda */?）是東京都新宿區的町名。現行行政地名為西早稻田一丁目至西早稻田三丁目。2013年8月1日為止的人口有16,549人。郵遞區號為169-0051，西早稻田二丁目1番1-23號與2番是162-0051。

## 地理
位於新宿區北部。北鄰豐島區高田，東北接文京區關口，東連新宿區戶塚町，東南通新宿區馬場下町，南與新宿區戶山之間以諏訪通為界，西與新宿區高田馬場之間以明治通為界。
町內重要道路有町域北邊、神田川附近的新目白通，與中央地區的早稻田通。西早稻田一丁目附近有Grand坂通（日语：グランド坂通り）。西早稻田一丁目是早稻田大學主校區所在地，周邊有許多早稻田大學相關設施。因此，町域內舊書店、學生向飲食店等聚集，展現「學生街」的風貌。早稻田通附近舊書店林立，規模在都內僅次於神田神保町。其他主要為住宅地。

## 歷史
江戶時代初期：本地分為戶塚村（上戶塚村）、下戶塚村、源兵衛村、諏訪村。
- 1889年（明治22年）：四村合併為戶塚村。
- 1932年（昭和7年）：淀橋區成立，下戶塚村為戶塚一丁目，源兵衛村為二丁目，上戶塚村為三丁目，諏訪村為諏訪町。
- 1975年（昭和50年）：戶塚一～二丁目大部分地區與高田町全部、諏訪町、戶山町、馬場下町、西大久保四丁目各一部分合併為現行的西早稻田。

### 地名由來
一說是位於早稻田町西方而得名。也有一說是位於早稻田大學西方而得名。

## 交通
町域內有都電荒川線面影橋站、早稻田站。東部可利用東京地下鐵東西線早稻田站。早稻田通與明治通上巴士便利。此外，步行15分 - 20分可至山手線、西武新宿線高田馬場站。
西部的明治通在2008年（平成20年）6月14日，東京地下鐵副都心線西早稻田站開業。

## 設施

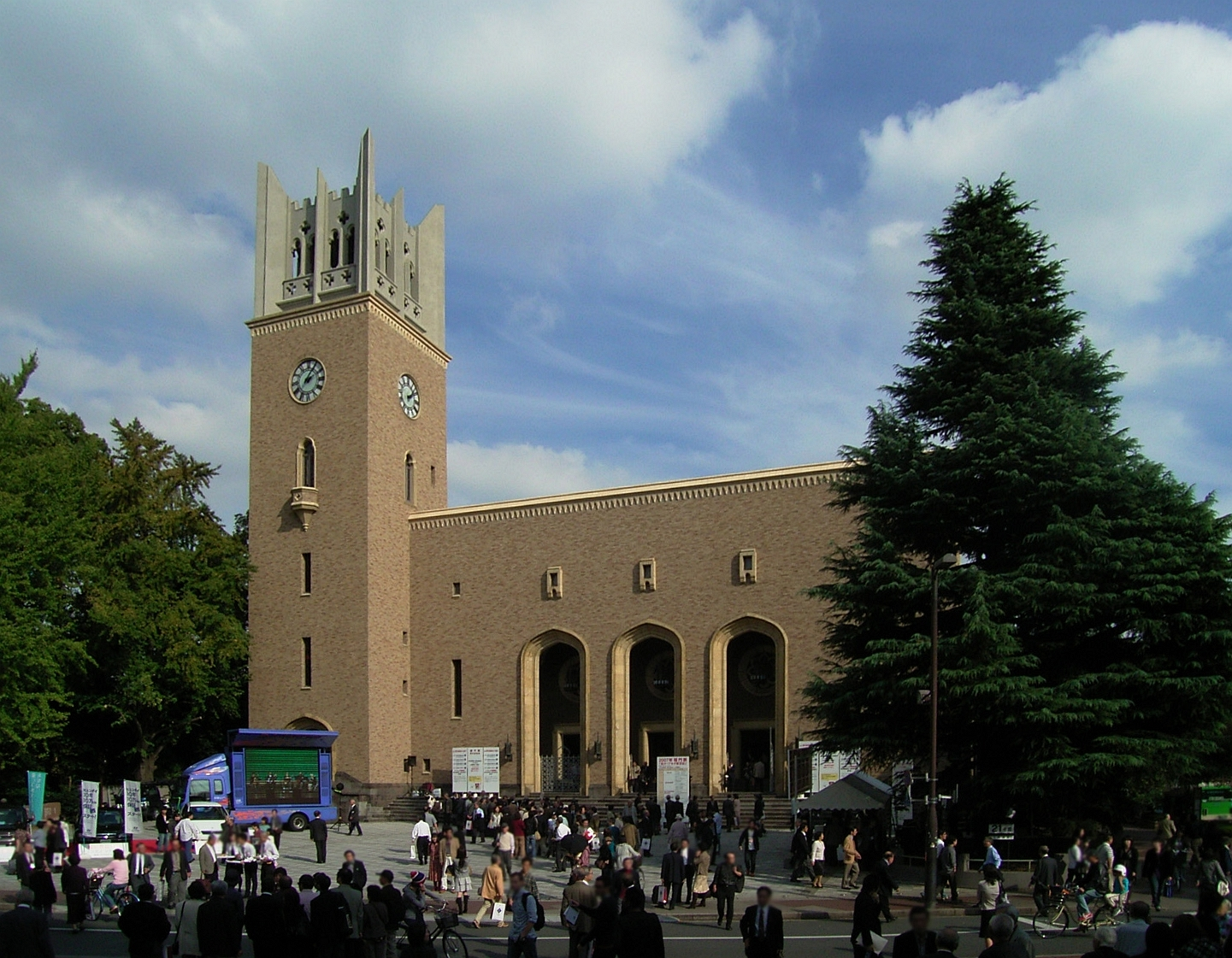
早稻田大學

- 早稻田大學早稻田校區
- 東京國際大學早稻田衛星校
- 早稻田醫療專門學校
- 早稻田醫學院齒科衛生士專門學校
- 早稻田美容專門學校
- 國際飯店專門學校
- 甘泉園公園
- 甘泉園住宅
- 穴八幡神社
- 放生寺
- 戶塚稻荷神社(水稻荷神社)
- 天祖神社
- 戶塚警察署
- 都營巴士早稻田營業所
- 早稻田眼科

## 備註
1. ↑  『角川日本地名大辞典 13　東京都』、角川書店、1991年再版、PP877-878
2. ↑  .   [2013-08-10]. （原始内容存档于2014-08-19）.
3. ↑  東京地下鐵東西線早稻田站在町域外。
4. ↑  雖然稱為「西早稻田」，但所在地是在戶山 （页面存档备份，存于）。また西早稻田交差点付近の都營巴士西早稻田停留所とは離れている。

## 外部連結
- 新宿區役所（页面存档备份，存于）
- 西早稻田商店會官方網站 （页面存档备份，存于）